# Adebisi Fabunmi
Adebisi Fabunmi, noto anche con lo pseudonimo di FAB (Takoradi, 1945), è un artista e stampatore ghanese.

## Biografia
Vive con la sorella a Oshogobo, in Nigeria, dove ha incontrato Duro Ladipo e dove occasionalmente ha lavorato come attore nel suo teatro.
Nel 1964 partecipa al laboratorio organizzato da Georgina Beier e così inizia la sua carriera come artista.
Da quel momento Adebisi Fabunmi ha esposto ampiamente in diverse sedi espositive, diventando famoso soprattutto per le sue stampe su tagli di ligneo e le pitture su lana.
Il lavoro di Fabunmi si articola attraverso diversi media e stili. Tra le più innovative c'è appunto la pittura su lana, ispirata al lavoro degli indiani Huichol del Messico.
Progressivamente Fabunmi ha aggiunto l'uso di colori sempre più luminosi concentrando il tema della sua ricerca sulle tradizioni della vita Yoruba.
Fabumni in seguito lavora essenzialmente come stampatore.
Celebri sono le sue stampe sulla città, nelle quali le composizioni vengono divise e risuddivise continuamente fino a riempire ogni spazio vuoto con pattern sempre differenti. In tal modo accumula una serie di elementi compositivi dell'urbanistica che perdono connessione logica, rivelando un'abilità di giustapporre una serie di elementi, spesso contraddittori tra loro, in un unicum coeso, che permettono allo spettatore di cogliere ogni lavoro con una visione d'insieme unica.